# Vernon-Derby

Derby (Дарбі) — з 1921 року французький виробник автомобілів. Штаб-квартира розташована в місті Курбевуа. У 1930 році компанію купують Воллес Дуглас Гоукс і Чарльз Кіннісон. У 1936 році компанія припинила виробництво автомобілів.

## Бертран Монте і Жорж Гойот. Заснування компанії
У 1912 році в Курбевуа була заснована фірма Etablissements Bertrand Montet, біля керма якої стояв Бертран Монте і його напарник Жорж Гойот, фірма займалася виготовленням аксесуарів для автомобілів, у тому числі і фаркопів. Після Першої світової війни компаньйони вирішують почати випускати «циклокари», які були на гребені хвилі ринку 4-колісних транспортних засобів у Франції. Ринок потребував дешевих транспортних засобів, які до того ж мали непогані поблажки за податковою політикою.

## Початок виробництва автомобілів

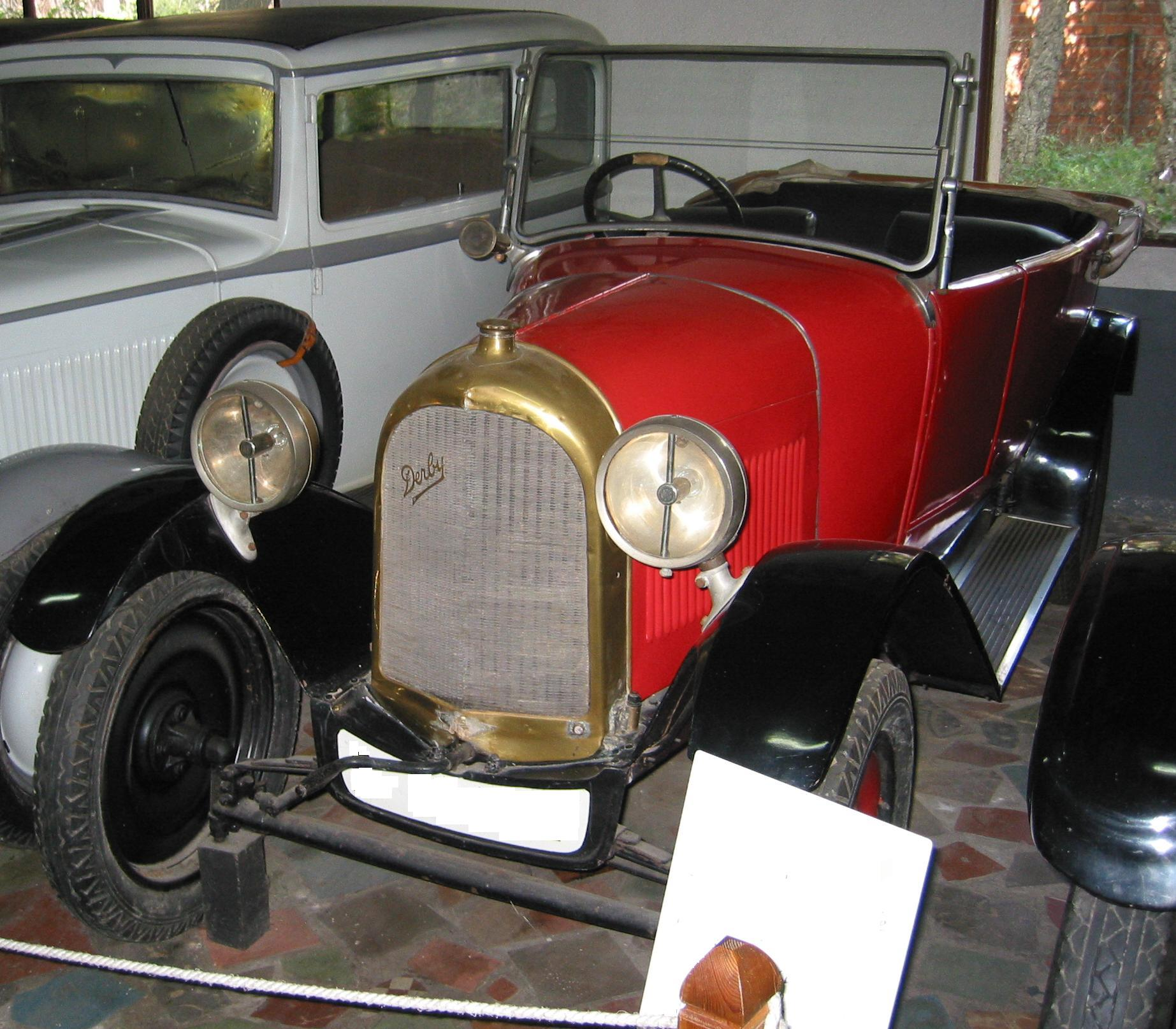
Derby D2

Перші машини були побудовані з використанням 2-циліндрових 1 л двигунів повітряного охолодження фірми Harley-Davidson, їх надлишок у Франції дозволяв це робити без найменших серйозних фінансових вливань. Перший серійний «циклокар» показали в Парижі на Salon d'Auto в 1921 році, машина мала 3-ступінчасту коробку передач і карданний привід, кузов був 2-місним, свою машину компаньйони назвали Derby (Дарбі) D2, цей «циклокар» міг розігнатися до прийнятних тоді 60 км/год. Щоб прорекламувати свою продукцію, було вирішено взяти участь в гонках, однак дві машини, виставлені на змагання, не дійшли до фінішу.
Тоді в 1922 було вирішено змінити V2 від HD на 4-циліндровий 900-кубовий мотор водяного охолодження фірми Chapuis-Dornier, оновлена машина мала ґрати радіатора, що сильно нагадували такі від Citroen 5CV. Машини з новим двигуном стали перемагати в змаганнях, більше того — виграли золоту медаль у своєму класі під час змагань Париж-Ніцца. Після перемоги в цих змаганнях фірма стала всі свої машини оснащувати двигунами фірми Chapuis-Dornie, тим більше вага мотора дозволяла залишатися машинці в межах 350 кг (вага, яку не повинен був перевищувати «циклокар», інакше він ставився б уже до класу «войтюреток», а там уже вище податкове обкладання). Ці «циклокари», які крім мотора технічно більше ніяк не змінилися, стали оснащуватися різними кузовами, серед яких були і комерційні розвізні фургончики.
Через рік 900-кубовий мотор змінюється 1100-кубовим, модель отримує назву 5CV, фірма продовжує проштовхувати свою продукцію через змагання, в тому числі в Бельгії та Італії, не забута була і країна, що знаходилася через протоку Ла-Манш, в 1923 році «циклокар» цієї марки ставить рекорд траси Брукланд для цього класу автомобілів, показавши середню швидкість в 110 км/год, при подоланні дистанції в 320 км. Однак поки перемоги на трасах не позначалися на попиті на продукцію, фірма не могла подолати рубіж в 50 автомобілів, виготовлених протягом року.
У 1924 році завдяки тому, що модельний ряд розширився за рахунок 6- і 7-сильних моторів, а також перемог в 13 змаганнях з 18, в яких фірма взяла участь, попит збільшився ще на 30 автомобілів, крім цього конструкцію автомобілів оцінив граф Трубецькой, який жив у Мілані, він засновує там же компанію Fabbrica Automobili Officine Trubetzkoy, і починає по ліцензії випускати «циклокари» під маркою Fadini, однолітрова версія машини отримує назву 8/22HP, а варіант з 1.1 л мотором — 10/24HP.

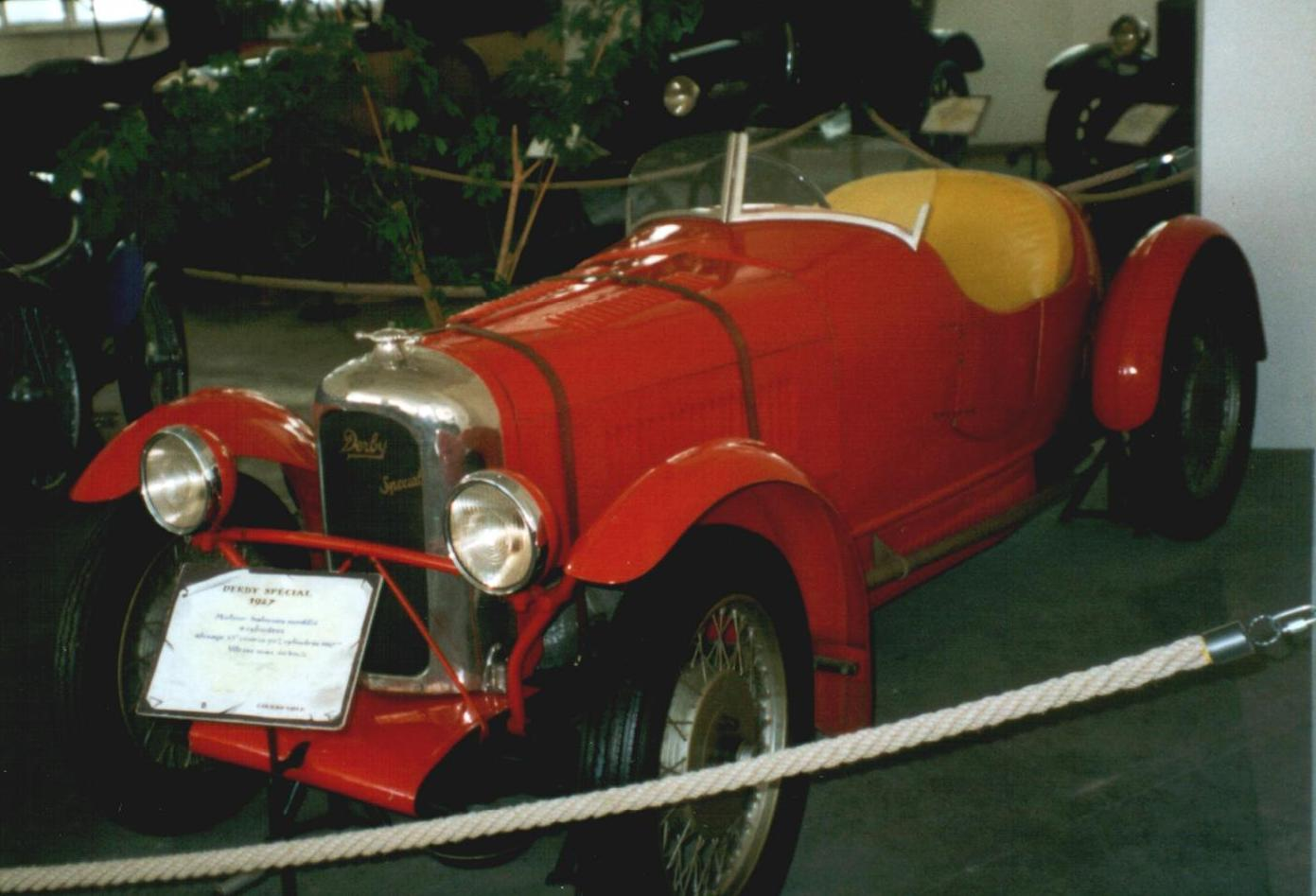
Derby Grand Sport Spécial

У 1925 році будується спеціальна гоночна модель Grand Sport Spécial, яка мала алюмінієвий несучий кузов-монокок і мотор від моделі 7CV, на цій машині були виграні Гран-прі Бельгії та Булонь-сюр-Мер.
Через рік з'являється нове покоління автомобілів — Тур С, яке відрізнялося наявністю низькою рами, а також гальм всіх коліс, мотор був тільки 7CV, який комплектувався з 4-ступінчастою трансмісією. 1.1 мотори ж з податковою потужністю в 7 к.с. могли бути тепер від фірм Ruby або SCAP, причому останній міг комплектуватися з компресором Рене Козетта, в такому випадку машина могла розвивати швидкість до 165 км/год. 1926 рік став кращим у плані продажів, вдалося реалізувати близько 200 машин, але в той же час італійська фірма припинила виробництво автомобілів ідентичної конструкції. 1927 року підприємство розширило модельний ряд, віддаляючись від «циклокарів», машини ставали все більшими, тепер клієнтура могла замовити туристичні спортивні машини з 6-циліндровими моторами фірми CIME, в той же час компанія відмовляється від заводської спортивної команди, не бажаючи витрачатися на спорт.
У травні 1928 року, після невдалої операції, помирає Бертран Монте, його заступник Гойот стає біля керма компанії. Щоб встояти фірмі на ногах, потрібні були продажі, і тоді Гойот відновлює спортивну програму фірми, а Ружерон, який і приніс спортивну славу марці, підписує контракт, за яким він знову буде виступати за фірму з 1929 року. З 1928 року серійні машини мали 4-циліндрові мотори, які поставляла тепер тільки фірма Ruby (1.1 л), оскільки Chapuis-Dornier припинила свою життєдіяльність, і 6-циліндрові мотори, які закуповувалися у SCAP (1.6 л) або CIME (1.8 л і 50 к.с.). Ці мотори ставились на нову модель L1, яка мала більш «низьку» раму в порівнянні з попередніми автомобілями.
Ще в 1927 році, позбувшись італійського ринку, фірма вирішує почати виробляти свою продукцію в Англії, оскільки продавав продукцію дилер по імені Вернон Боллс, то і назву машина, що вироблялась в Англії, отримала Vernon-Derby, спочатку фірма пропонувала тільки 1.1 л модель S4 8НР з 3-ступінчастою коробкою передач, але вже через рік асортимент розширився завдяки моделі S6 14НР, яка мала під капотом 1.5 л 6-циліндровий двигун, який агрегатуватися вже з 4-ступінчастою коробкою передач, тоді ж молодша модель також отримує 4-ступінчасту трансмісію.
Перемоги у спортивних змаганнях повернули інтерес до марки і, більше того, нею зацікавилися британці: Уоллес Дуглас Хоукс і його вітчим Чарльз Кіннісон, які і викупили компанію в 1930 році. Хоукс був відомим перегонцем, і ще в 1924 році виграв перегони в Монтлері, що проходили у Франції, брав участь в перегонах у Брукланді і в США на Інді 500. Зі зміною власника модельний ряд фірми не був змінений, змінилися лише решітки радіатора та шрифт напису назви марки, але вибір машин звузився всього до єдиної моделі — L1.

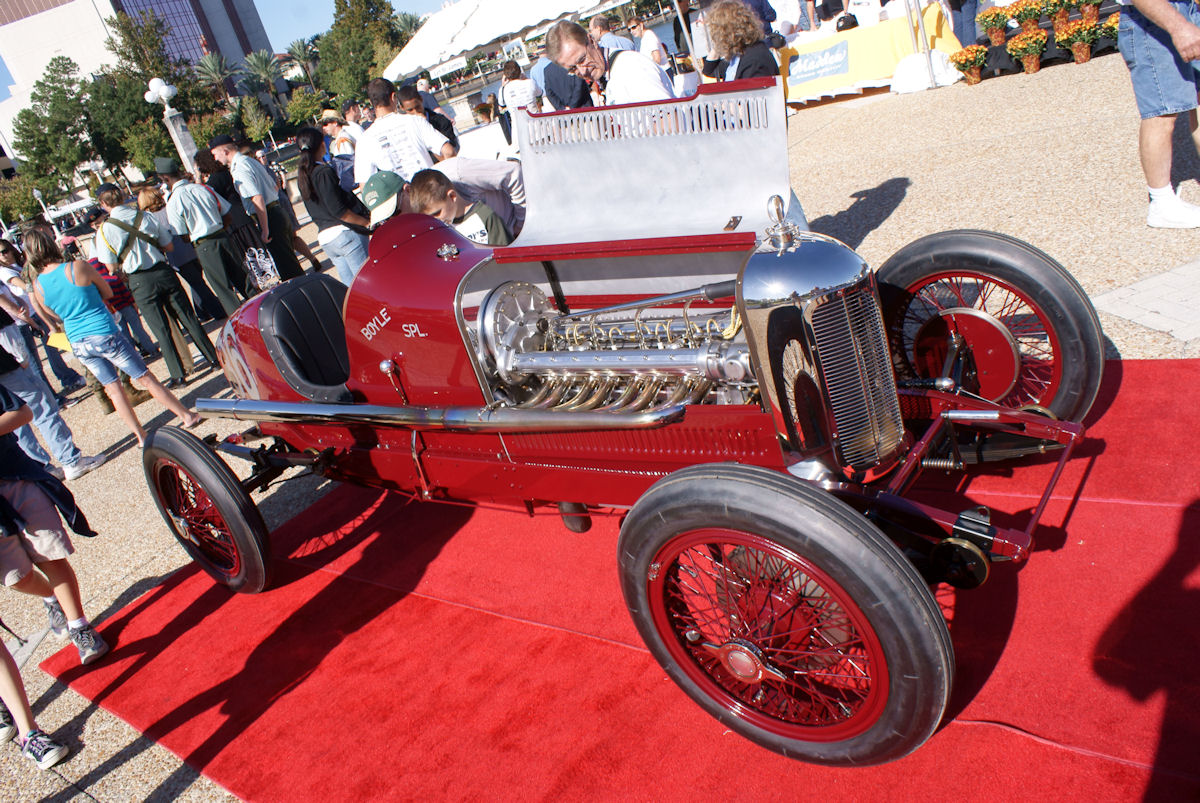
Derby-Miller Special

У 1930 році Хоукс, завзятий перегонець, допомагає придбати передньопривідний американський перегоновий автомобіль Miller 91 з 1.5 л мотором британській перегониці Гвенді Стюарт і її чоловікові Нілу Стюарту. Це було вже не нове авто, на якому неодноразово перемагали в Інді 500, але після того, як поміняли регламент перегонів, команда Міллера змушена була продати свої боліди. Під час перегонів в Арпажоні машина сильно постраждала, тоді її переробляють у фірмі Derby, встановлюючи на неї 2-літровий двигун, і дають їй назву Derby-Miller Special. Хоукс вбиває двох зайців одним пострілом, оскільки, по-перше, Стюарт знову може брати участь на своїй машині в гонках, а, по-друге, — це додаткова реклама продукції, яку випускала фірма Derby, тим більше Derby-Miller регулярно завойовував призові місця, не залишаючи суперникам жодного шансу. До того, як машина потрапила в аварію, Гвенда поставила рекорди середньої швидкості для європейських трас в районі 189 км/год, після того, як машині замінили двигун, вона підійняла планку до 223 км/год, а після того, як мотор ґрунтовно переробили (нова поршнева, новий компресор, вали, тощо) вона побила колишні рекорди, показавши середню швидкість за коло в Монтлері в районі 235 км/год, що стало рекордом на довгі роки.
Переконавшись у перевазі передньопривідних автомобілів на спортивних трасах, Хоукс вирішує, що пора випускати і власний автомобіль з переднім приводом, для цього наймається Етьєн Лепікар, що працював до цього в Donnet. Лепікар спроєктував свій перший передньопривідний автомобіль в 1913 році, в 1926 році ґрунтовно переробивши його конструкцію, він запропонував проєкт Андре Сітроену, але той відмовився, і ось тепер інженеру дали шанс реалізувати свої вміння. Незабаром Лепікар проєктує нове шасі EL, яке він оснастив двигуном V8, проте, побудувавши три прототипи, Хоукс вирішує відкласти цей проєкт в дальній ящик, а на ринок, який був не в найкращому своєму економічному становищі, випустити доступнішу і простішу машину. Так що Лепікар готує іншу модель — L2, яка комплектувалася 1.1 л мотором фірми Ruby, який своєю чергою працював в парі з 4-ступінчастою коробкою передач власної конструкції. Саме шасі було дуже низьким, воно оснащувалося незалежною підвіскою всіх коліс, а також розподільником гальм, яким можна було управляти з салону. Не дивлячись на ці технологічні новації, машина мала таку конструкцію, що у разі потреби доступ до механізмів переднього приводу досягався протягом 15 хвилин. Нова машина тепер уже одягалася у вишукані кузови фірми Macquet et Galvier, які не йшли у жодне порівняння з тими кузовами, що ставили колись на «циклокари».
Показана на виставці 1931 року машина викликала фурор, а її адекватна ціна закріпила успіх машини, було зібрано близько 200 замовлень, і це при тому, що на дворі стояла економічна криза, однак фірми–субпідрядники були не в змозі забезпечити виробника автомобілів своєю продукцією в потрібній кількості, тому в жовтні 1932 фірма переїжджає в нове приміщення, одночасно з цим модель L2 зі спортивним кузовом типу турер тепер може комплектуватися двигуном, оснащеним компресором, в той час як кабріолети, кузови для яких виготовляв Chapron, і закриті версії оснащувалися тільки атмосферними двигунами.
А господарі-британці, бажаючи збувати свою французьку продукцію у себе на батьківщині, через більш жорсткі податкові закони, змушені поставляти в Англію тільки голі шасі, а там вже у Лондоні на шасі встановлювався 1.5 л 50-сильний верхньоклапанний двигун британської фірми Meadows, також машину оснащували й іншими британськими комплектуючими, в тому числі і кузовами, така машина вже називалася Derby 12/50HP. Лепікар спроєктував вантажівку з цим же двигуном і переднім приводом, проте через нестачу фінансування далі одного прототипу справа не пішла.
Брак фінансів змусив встановлювати британські мотори і на автомобілі, що продавалися у Франції, проте, знаючи патріотизм французів, було вирішено закуповувати 4-циліндрові мотори у фірми Salmson, який мав два верхніх розподілвала і компресор Cozette, з таким двигуном машина розвивала 160 км/год, одна з таких машин використовувалася гоночної командою Toril Salmson, проте Андре Джахан, який виступав на цій машині, не зміг піднятися вище 5 місця в Гран-прі Франції, які проходили на трасі в Монтлері.

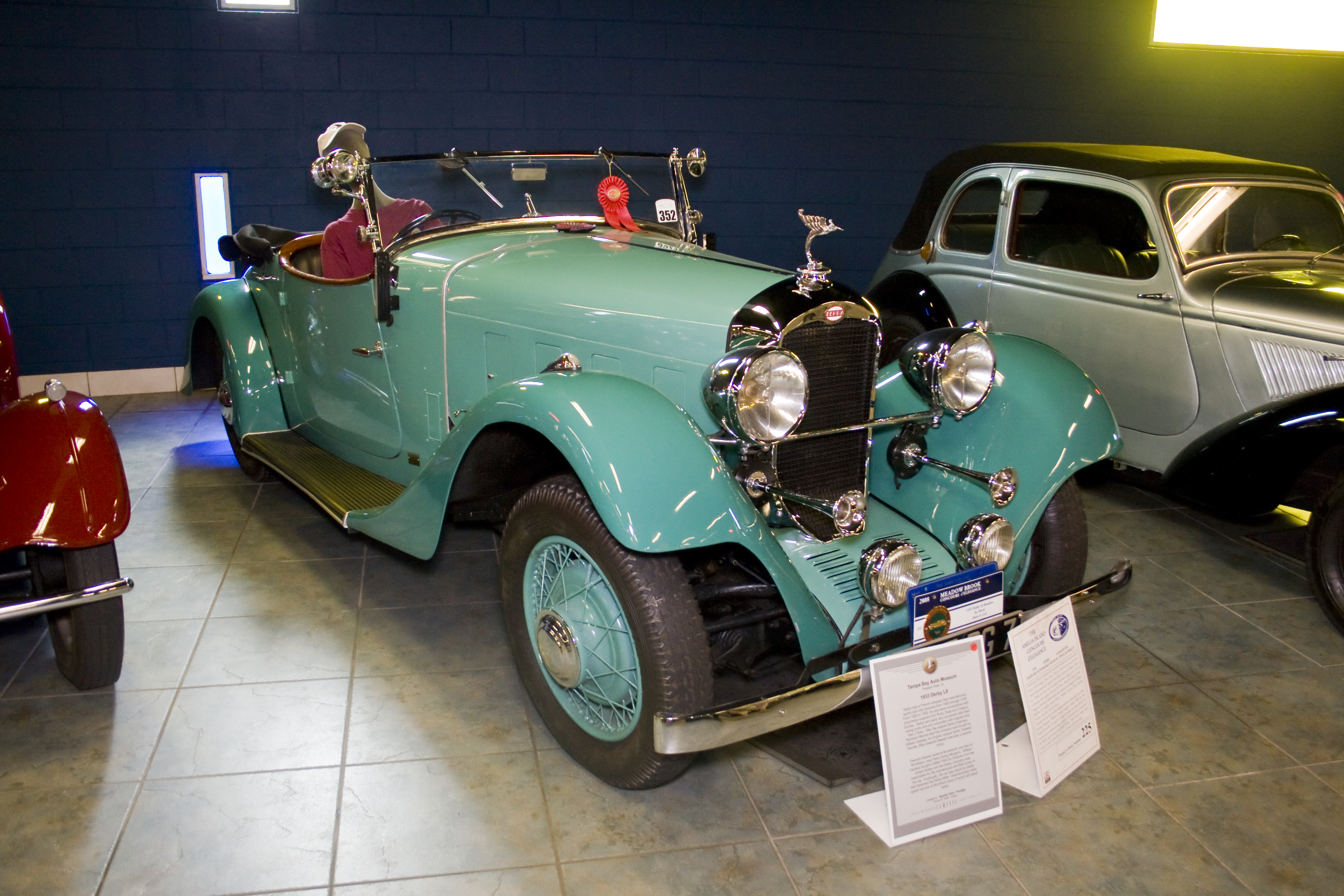
Derby L8 11CV Roadster Monthlery

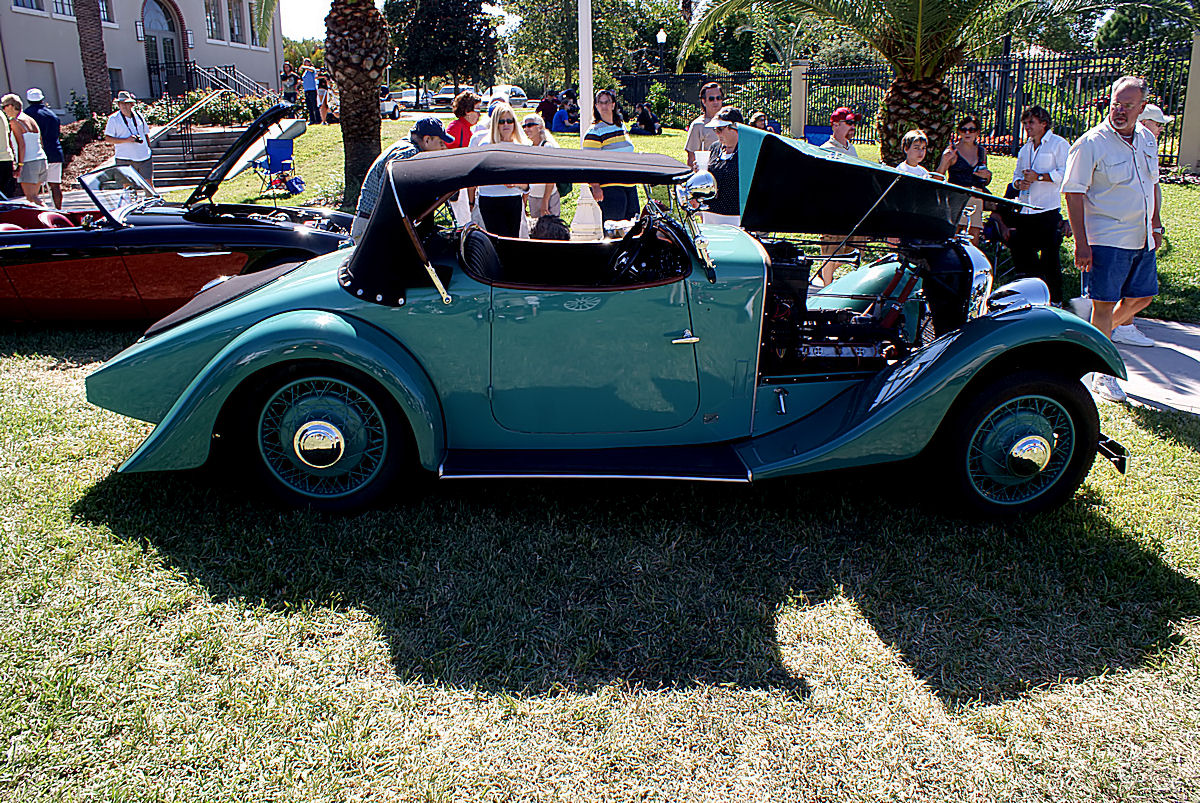
Derby L8 11CV Roadster Monthlery

У 1933 році, намагаючись триматися на плаву, фірма пропонує своїм клієнтам обтічні кузови, що виготовлялися фірмою Macquet et Balvie, яка сама дихала на ладан, більше того, Хоукс вирішує, що настав час запустити в серію 8-циліндрову машину, проєкт якої був готовий наприкінці 1930 року. У підсумку в жовтні 1933 року публіці була представлена модель L8. Хоукс очікував отримати близько 100 замовлень на потужну 2-літрову 85-сильну передньопривідну машину, і навіть розмістив в каталогах чотири варіанти кузовів: 4-дверний седан, купе Special, кабріолет і родстер Monthlery, але клієнтура не була готова до такого автомобіля, і фірма зуміла продати всього близько двадцяти таких машин. Такий же провал чекав і 8-циліндровий передньопривідний Citroen Traction Avant 22CV, при тому, що простіші машини розходилися дуже непогано.
Для ралі Монте-Карло була побудована машина, що призначалася для Гвенди Стюарт, яка і стартувала на цій машині 21 січня 1934 року з Португалії, через п'ять днів вона прибула в Монте-Карло, але не зайнявши призового місця, проте по шляху не трапилося жодних поломок, що говорило про надійність конструкції автомобіля. Один з таких автомобілів брав участь і в гонках Ле-Ману, проте Луї Вільньов і Гі Хам змогли проїхати всього 44 кола, після чого змушені були зійти з траси через поломки.
У тому ж році міс Стюарт сіла за кермо Derby-Miller і встановила рекорд траси в Брукланді, показавши середню швидкість за коло в 218 км/год. Гвенда Стюарт була сестрою Ґлабб-Паші, британської легенди, Джон Ґлабб був британським офіцером, який в 30-х роках керував в Трансйорданії «патрулями пустелі», що складалися з бедуїнів, більше того, йому дали звання еміра цих земель, в 1939 році він став командиром Арабського легіону, зробивши з нього найкращу арабську армію на той момент. Сама Гвенда до того, як пересіла за кермо Miller 91, ганяла на 3-колісній продукції Morgan, а кар'єру автомобілістки почала під час Першої світової війни, коли пішла добровольцем водієм швидкої допомоги у Російську армію, а перший чоловік Гвенди — Сем Янсон був після війни директором голландської фірми Spyker.

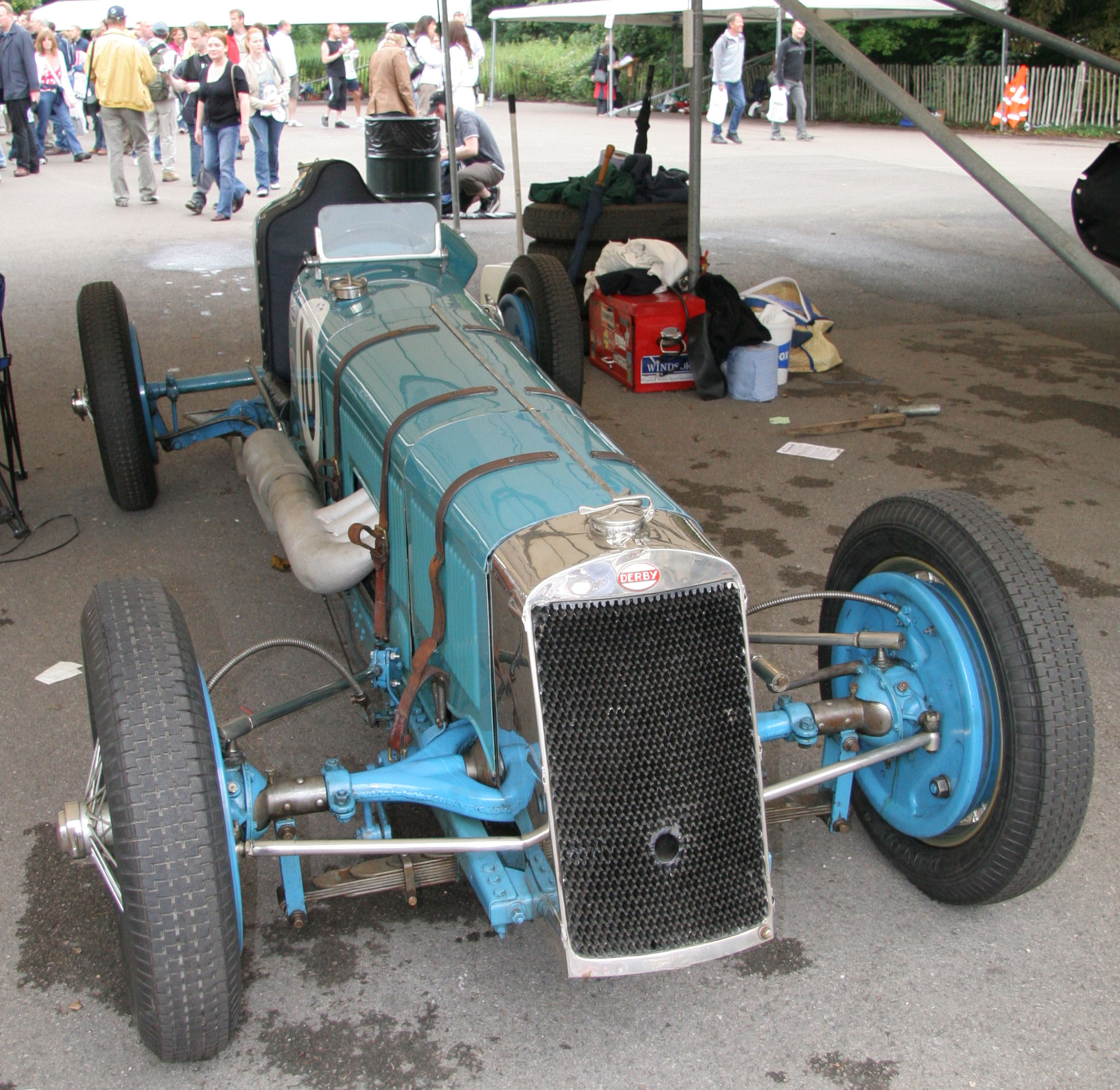
Derby-Maserati Special

У 1934 році Лепрікар залишає фірму через те, що Хоукс продовжував використовувати болід Derby-Miller з логотипом фірми Derby, у той час, як конструкція боліда Міллера відрізнялася по конструкції від робіт Лепрікара, але Хоукс наполягав на тому, що цей болід служив рекламою, а значить — двигуном продажів продукції фірми. 1935 року, через рік після відходу Лепрікара, було вирішено побудувати новий гоночний автомобіль для Гран-прі, оскільки шасі Derby-Miller, які були розроблені майже 10 років тому, вже видали все, що могли, нові інженери метушаться між 8-циліндровим варіантом і 4-циліндровим, але оснащеним компресором, в підсумку вибір падає на 4-циліндровий італійський мотор фірми Maserati. Двигун 4CM, що видавав 125 к.с., був розвернутий, оскільки коробка знаходилася попереду, підвіска нової машини також була незалежною, але новий болід виявився не таким вдалим, і Гвенда Стюарт не змогла показати значних результатів на цій машині, так на 24-годинних гонках в Ле-Мані Гвенда зійшла через несправність паливної системи на 87 колі.

## Припинення виробництва автомобілів. Закриття компанії
У 1936 році по країні проходив ряд страйків, платоспроможність фірми була погана, залучити покупців було нічим, Хоук вирішив припинити виробництво автомобілів, оскільки весь цей час витрати на утримання фірми він оплачував із власної кишені і кишені свого вітчима, і переїжджає до Англії, де через рік одружується на своїй давній подрузі Гвенді Стюарт. Разом вони відкрили фірму Brooklands Engineering Company, яка вироблятиме поршні під маркою Martlett, а під час війни — деталі для авіаційних двигунів, після війни вони обидва, будучи вже літніми, вийдуть на пенсію.
А завод, на якому випускалися автомобілі цієї маловідомої марки, знову перейшов в руки Жоржа Гойотта, який почав виробляти фаркопи, і його фірма протрималася до початку 80-х років минулого століття.

## Список автомобілів Derby
- 1921 — Derby D2
- 1922 — Derby 4CV
- 1923 — Derby 5CV
- 1924 — Derby 6CV
  - Derby 7CV
- 1926 — Derby Typ C
- 1927 — Vernon-Derby S4
- 1928 — Derby L1
  - Vernon-Derby S6
- 1931 — Derby L2
- 1932 — Derby 12/50HP
- 1933 — Derby L8